# Hashimoto Masato
Masato Hashimoto (sinh ngày 12 tháng 10 năm 1989) là một cầu thủ bóng đá người Nhật Bản.

## Sự nghiệp câu lạc bộ
Masato Hashimoto đã từng chơi cho Urawa Reds, Tochigi SC, V-Varen Nagasaki, SC Sagamihara và Grulla Morioka.